# Imerkhevi
Imerkhevi (in georgiano იმერხევი?, in turco İmerhev) è una valle a nord del distretto di Şavşat nella provincia turca di Artvin, lungo il confine con la Georgia. Ci sono 15 villaggi in questa zona, abitati da etnie principalmente georgiane, che parlano un dialetto locale che deriva dalla lingua georgiana.

## Storia
Imerkhevi era storicamente una delle sottoregioni che componevano il distretto di Shavsheti, un feudo medievale georgiano sul corso del fiume Imerkhevi o Berta, a est di Nigali, a ovest della catena degli Arsiani (Yalnızçam) e delimitato a nord dalla città di Adjara. Dopo che questi territori furono conquistati dall'Impero ottomano nel XVI secolo, la zona di Imerkhevi divenne un sanjak e la sua gente si convertì gradualmente all'Islam, religione di stato dell'impero. Il territorio fu acquisito poi dall'Impero russo tramite il Trattato di Berlino del 1878. La regione di Shavsheti e quella di Imerkhevi furono organizzate in un unico uchastok, particolare divisione di una Oblast', chiamato Shavsheto-Imerkhevsky, che faceva parte appunto dell'Oblast di Batum. A partire dal 1886, l'uchastok in questione aveva una popolazione di 18.319, di cui il 41,2% erano georgiani, il 51,3% georgiani-turchi e il 7,0% armeni. Dopo i disordini nell'impero Russo causati dalla prima guerra mondiale (1914-1917) e l'indipendenza di breve durata della Georgia (1918-1921), Imerkhevi divenne nuovamente parte della Turchia secondo gli arrangiamenti territoriali concordati nei trattati di Mosca e Kars del 1921. 

## Popolazione

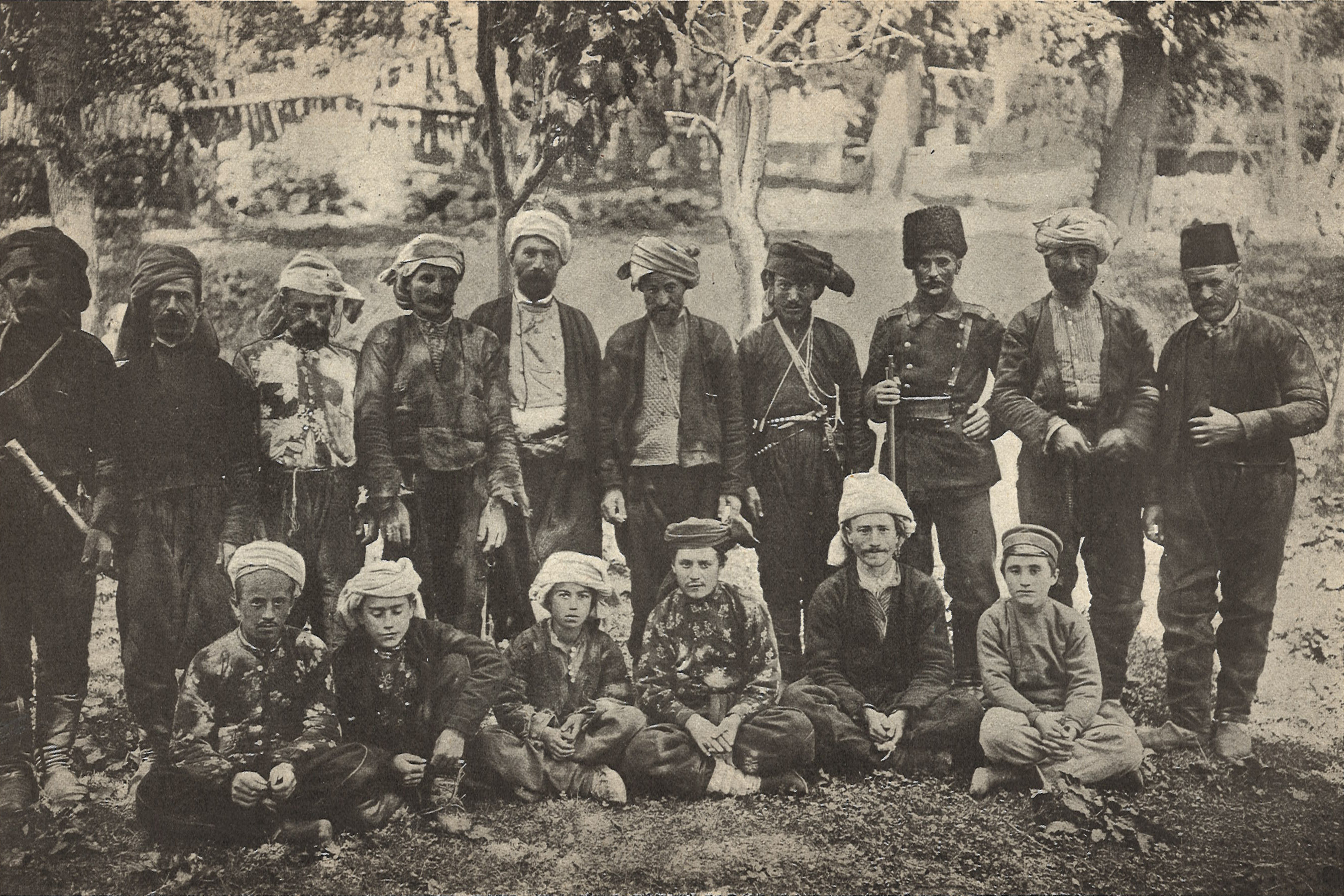
Un gruppo di Imerkheviani nel 1911

La popolazione presente nella valle di Imerkhevi è in gran parte composta dall'etnia georgiana. A Imerkhevi tutte le città e i vari distretti possiedono sia un nome ufficiale, in Turco, e sia un nome non ufficiale, in georgiano; qui di seguito riportiamo in nomi ufficiali di ogni città e zona e quelli non tra parentesi: Balikli (Tskalsimeri), Maden (Badzgireti), Demirci (Daba), Dereiçi (Dasamoba), Erikli (Agara), Çukur (Chikhori), Sebzeli (Jvariskhevi), Çağlayan (Khevtsvirili), Çağlıpınar (Khokhlevi), Yesilce (Manatba), Oba (Ube), Dutlu (Surevani), Yağlı (Zakieti), Tepebaşı (Ziosi) e Çiçekli (Tsetileti).
Gli imerkheviani sono principalmente musulmani sunniti, che spesso vanno d'accordo con la società turca. Quasi tutti sono bilingue e parlano il georgiano e il turco. Il dialetto georgiano parlato in questa zona è conosciuto come Imerkhevian e condivide molte caratteristiche con il vicino dialetto Agiaro.
Il primo a far conoscere al mondo la cultura degli abitanti di Imerkhevi fu Nicholas Marr, che, durante una spedizione a Shavsheti nel 1910, raccolse informazioni etnografiche e sul modo di vivere dei locali da diversi villaggi lungo il fiume più importante della valle, chiamato appunto Imerkhevi.